# Дејв Шапел
Дејвид Кари Вебер Шапел (енгл. David Khari Webber Chappelle; Вашингтон, Округ Колумбија, 24. август 1973) амерички је комичар и глумац.